# Oulobophora externata
Oulobophora externata là một loài bướm đêm trong họ Geometridae.